# Concert voor orkest (Lutosławski)
Witold Lutosławski voltooide zijn Concert voor orkest op 1 augustus 1954.

## Geschiedenis
De dirigent Witold Rowicki had in 1950 het symfonieorkest Filharmonisch Orkest van Warschau heropgericht. In en na de Tweede Wereldoorlog leidde het een sluimerend bestaan in verband met de deportatie van een groot aantal orkestleden. Rowicki stelde eind dat jaar aan Lutosławski voor om een nieuw werk voor het orkest te schrijven. De componist, net getroffen door een ban vanwege een al te moderne Symfonie nr. 1, dacht aan een kortdurend werk. Meer met gelegenheidsmuziek dan een concert voor orkest. Lutosławski moest in verband met die ban muziek componeren die meer het “gewone volk” aansprak en kwam met muziek in een toegankelijker stijl dan toegepast in zijn symfonie. Hij wendde zich tot de volksmuziek uit onder meer Mazovië en begon eraan te werken. Het uitcomponeren nam steeds meer tijd en muziek in beslag en leidde uiteindelijk tot een driedelig werk, de klassieke opbouw van een concerto. Op 26 november 1954 gaf het Filharmonisch Orkest van Warschau de eerste uitvoering onder leiding van Rowicki. Niet iedereen was hier even blij mee. Het deed na de première te veel denken aan de periode dat de autoriteiten voorschreven wat voor muziek er gecomponeerd moest worden. Het werk druppelt vervolgens langzaam naar het Westen. Het zou een van de bekendste werken van de componist worden. Lutosławski heeft zich later rond 1973 een tijdje tegen de populariteit verzet, hij vond andere composities beter, maar staakte het verzet.

## Muziek
Het Concert voor orkest is geschreven in drie delen:
1. Intrada (allegro maestoso) – een ouverture die is gebaseerd op twee melodietjes, beginnen in een 9/8-maatsoort;
2. Capriccio notturno ed arioso; het is een combinatie van capriccio, nocturne en een Arioso; het werk doet denken aan een scherzo met trio, de trompetten zetten het Ariosogedeelte in
3. Passacaglia, toccata e corale, opnieuw een drietal genres aaneen gesmeed, een passacaglia (thema en variaties), een toccata en een koraal. De aaneenrijging van de passacaglia liet een vroege variant van de techniek van Chain 1 horen. Het werk eindigt met een coda in presto.

### Orkestratie
Lutosławski schreef het werk voor:
- 3 dwarsfluiten (II en III ook piccolo), 3 hobo’s (III ook althobo), 3 klarinetten (III ook basklarinet), 3 fagotten (III ook contrafagot)
- 4 hoorns, 4 trompetten, 4 trombones, 1 tuba
- pauken,  3 man/vrouw percussie, 2 harpen, 1  piano, 1 celesta
- violen, altviolen, celli, contrabassen

## Discografie
Het werk kan zich verheugen op een behoorlijk uitgebreide discografie voor klassieke muziek uit de 20e eeuw. Het werd vaak gecombineerd met het Concert voor Orkest van Béla Bartók. Een opname door de componist zelf met het Deense Radio-orkest wordt in 1963 onderscheiden met een prijs van de UNESCO, Wenen. 